# Hmatová metoda ovládání klávesnice deseti prsty
Hmatová metoda ovládání klávesnice deseti prsty (lidově zvaná psaní deseti prsty) je jedním z nejefektivnějších způsobů generování znaků pomocí klávesnice počítače, psacího stroje nebo jiného zařízení, které používá jako vstupní zařízení dat normalizovanou klávesnici (dálnopis, organizační automat atd.).

## Způsoby ovládání klávesnice
Klávesnici, jejíž provedení odpovídá normě ISO/IEC 9995 „Informační technologie – Uspořádání klávesnice pro textové a kancelářské systémy“, je možné ovládat jedním až deseti prsty. Při ovládání deseti prsty je možné použít dva způsoby – pouhé ovládání deseti prsty zpaměti, které zohledňuje pouze prstoklad, nebo hmatovou metodu, jež zohledňuje i další neurofyziologické aspekty ovládání klávesnice. Hmatová metoda je vhodná nejen pro psaní textu, ale pro jakoukoliv komunikaci přes klávesnici. Nejefektivnějším způsobem generování znaků z klávesnice je využití hmatové metody v kombinaci se zkratkovými systémy. Tyto systémy jsou založeny na obdobném principu jako systém zkratek v těsnopisu. Jedná se například o strojový těsnopis akordový, jenž je zpracovaný pro standardní počítače – ZAVPIS.

## Hmatová metoda
Přesná doba vzniku hmatové metody ani její autor nejsou známy. Předpokládá se, že to bylo po roce 1888. Před tímto datem slavilo svůj první úspěch psaní na klávesnici deseti prsty, avšak ještě vědomé (zpaměti), a v tomto roce bylo rozložení kláves QWERTY uznáno jako univerzální („norma“). To jistě dalo podnět k vytvoření efektivního způsobu psaní na klávesnici. Proto se předpokládá, že dobou vzniku bylo poslední desetiletí 19. století. Jedná se tedy o metodu, která je pravděpodobně více než 100 let stará. Na území dnešní České republiky byla výuka psaní na psacím stroji zahájena ve školním roce 1903/04 (nepovinný předmět). Po roce 1920 se při této výuce začalo používat promyšlených hmatových metod. Metody se snažily respektovat fyziologickou stránku psaní a rovnoměrné zatížení prstů. Od školního roku 1932/33 se psaní na stroji stalo povinným předmětem na obchodních akademiích.
Hmatová metoda ovládání klávesnice deseti prsty je metoda, která nejen zvyšuje obratnost prstů při pohybu po klávesnici, ale též má vliv na komunikaci mezi okem, mozkem a drobným svalstvem prstů a rukou (využívá podmíněných reflexů). Jejím nejzásadnějším vlivem je působení na činnost mozku. Používání metody v důsledku vytvoření dynamického stereotypu pro celá slova nebo dokonce slovní spojení způsobí, že ovládání klávesnice je „přesunuto“ z vědomé činnosti mozku do podvědomé (dochází k zautomatizování generování znaků), a to včetně vazeb mezi jednotlivými znaky. V důsledku toho je možné generovat celé řetězce znaků bez potřeby vědomé činnosti mozku. Díky tomu nedochází k snížení tvůrčího potenciálu jedince z důvodu vkládání myšlenky do počítače. Je tedy možné říci, že v důsledku použití metody dojde ke zvýšení tvůrčího potenciálu oproti osobě, jež tuto metodu neovládá, a to až o dvě třetiny.
Zvládnutí hmatové metody umožní píšícímu při „otrockém“ opisu s někým hovořit na zcela jiné téma nebo plnohodnotně poslouchat hudbu atd., neboť text „neprochází“ přes jeho vědomí (vyjma případu, kdy udělá chybu nebo součástí textu je velmi neobvyklý výraz). Vjem z oka dá příkaz prstům pro napsání příslušného slova. Mozek si neuvědomí, co píše! Naopak při tvůrčím psaní je vědomá činnost mozku plně využita k tvorbě myšlenky. Rozhovor nebo poslech hudby je zde zcela nahrazen přemýšlením nad nejvhodnější formulací myšlenky. Toto vědomé formulování myšlenky není přerušováno přemýšlením nad tím, jak již zformulovanou část zapsat do počítače (z kterých písmen se skládá slovo, které klávesy je třeba stisknout atd.), neboť tato činnost je prováděna v podvědomí (automaticky). Jednotlivé slovo myšlenky v podvědomí generuje pořadí a směry pohybů jednotlivých prstů.

## Další výhody metody
Dalšími výhodami ovládání klávesnice hmatovou metodou je:
- vyšší rychlost generování znaků,
- menší chybovost,
- automatická kontrola správnosti zápisu, jež umožňuje opravu případné chyby přímo při psaní, neboť po dostředivém nervovém vláknu jde do nervového centra nejen přijatý vzruch, ale i informace o provedeném úkolu (je-li chybný, dojde k uvědomění si chyby bez kontroly generovaných znaků),
- možnost plynulého přepínání mezi jednotlivými rozloženími kláves (odstranění problémů s rozložením QWERTZ a QWERTY),
- ochrana zdraví (zamezení vzniku syndromu karpálního tunelu, ochrana páteře a zraku atd.)[3]
- umožnění alternativního uspořádání pracoviště.

## Nevýhody metody
Nevýhodami hmatové metody jsou:
- poměrně dlouhá doba výuky (pro pouhé psaní textu minimálně tři měsíce [min. 50 hodin] a pro ovládání téměř celé klávesnice minimálně pět měsíců [min. 70 hodin]),
- zvláště v počátku nezáživnost výuky.

Délka výuky je nutná pro vytvoření dynamického stereotypu (řetězce reakcí na určité komplexy podnětů) pro řetězce znaků, jenž poskytuje veškeré výhody proti pouhému ovládání klávesnice deseti prsty zpaměti. To maximálně umožňuje vytvoření dynamického stereotypu pro generování jednotlivého znaku. Proto není možné délku výuky výrazně zkrátit.

## Dynamický stereotyp
Člověk neznalý hmatové metody potřebuje k napsání například slova „Dnešní“ zvláštní volní impuls pro napsání každého jednotlivého písmene. Při výuce hmatové metody se jednotlivé psací pohyby prstů potřebné pro napsání tohoto slova včetně směrů a vzdáleností jejich pohybů automatizují a díky tomu probíhají dobře i bez vědomé kontroly. Námaha na napsání tohoto slova se snižuje. Vlivem dlouhodobého cviku jsou psací pohyby vykonávány automaticky, aniž je nutné si je uvědomit.
Řetězce reakcí na určité komplexy podnětů, v tomto případě na potřebu napsání slova „Dnešní“, se nazývají dynamické stereotypy. Ty umožňují mozkové kůře pracovat rychleji a úsporněji, neboť při aktivaci jednoho podnětu se v činnost uvede celý stereotyp. Proto není nutné si uvědomit, které klávesy musí být kterým prstem stlačeny, aby bylo vygenerováno slovo „Dnešní“. Dynamický stereotyp může být osvojen i pro celou skupinu slov nebo řetězec – například „Brandýs nad Labem-Stará Boleslav“, nebo „td colspan='2'>Uveďte“. Napsání neobvyklého slova vyžaduje soustředění, proto dochází k vědomému psaní.

## Prstoklad
Základem hmatové metody je prstoklad. Ten je shodný i pro pouhé ovládání deseti prsty. Každému prstu je na klávesnici vymezena jedna klávesa, na kterou se umístí do základní polohy. Z této polohy se jednotlivý prst vychyluje na klávesu se znakem, který je nutné generovat. Po stisknutí klávesy se prst navrací zpět do základní polohy.

## Výuka hmatové metody
Při výuce hmatové metody nejde jen o osvojení prstokladu, zjednodušeně řečeno, kterým prstem se která klávesa ovládá, jako je tomu u pouhého psaní všemi deseti prsty zpaměti, ale i o správný způsob sezení, držení rukou, psaní naslepo, techniku tisknutí kláves (doteková technika nebo technika úderu) a především o již uvedené ovládání klávesnice z podvědomí (automatické), kdy nad způsobem jejího ovládání není nutné vůbec přemýšlet.
Je možné provádět výuku pouze v rozsahu pro psaní textu nebo pro ovládání téměř všech kláves na klávesnici počítače. Na klávesnici počítače nelze hmatovou metodu uplatnit pro klávesy v řadě Esc až Pause/Break a pro samostatný editační blok (směrové šipky a klávesy Home, End atd.). Optimální je, je-li součástí výuky i přepínání mezi jednotlivými rozloženími kláves včetně výuky ovládání kláves se znaky umístěnými na jiné pozici nebo v prvém rozložení neexistujících. To umožní automatické psaní řetězců znaků, jež se nacházejí v různých rozloženích kláves, bez potřeby vědomého přemýšlení nad nutností přepnutí.
V současné době pro výuku psaní textu hmatovou metodou existuje sedm základních metod a postupů (horizontální metoda, vertikální metoda, symetrická metoda, postup podle frekvence znaků, heterogenní metoda, postup podle obtížnosti hmatů a programované vyučování). Každá metoda či postup má své výhody i nevýhody, a proto většinou při výuce jsou postupy a metody různě kombinovány.